# Władysławów (Litwa)
Władysławów, także Nowe Miasto (lit. Kudirkos Naumiestis wymowaⓘ, dawniej Vladislavovas) – miasto na Litwie położone w okręgu mariampolskim, 25 km od Szaków i 19 km od Wyłkowyszek.

## Historia
Miasto hospodarskie lokowane w 1643 roku, położone było w Księstwie Żmudzkim.
Miasto zostało po raz pierwszy wspomniane jako osada Duoliebaičiai w 1561. W 1639 królowa Cecylia Renata, żona Władysława IV nadała miejscowości nazwę Władysławów (lit. Vladislavovas). W 1643 osada otrzymała prawa miejskie. Nieoficjalnie miejscowość funkcjonowała pod nazwą Nowe Miasto. Miasto królewskie w 1782 roku. 
W okresie krótkiego panowania pruskiego miasteczko nosiło nazwę Neustadt-Schirwindt, od rzeki Szyrwinty (lit. Širvinta, niem. Schirwindt). Od 1867 było stolicą powiatu władysławowskiego guberni suwalskiej Królestwa Polskiego (kongresowego). W 1934 władze litewskie zmieniły nazwę miasta na Kudirkos Naumiestis dla uczczenia pisarza Vincasa Kudirki, który mieszkał tu od 1895 do śmierci w 1899 roku.
Podczas okupacji hitlerowskiej, w lipcu 1941 roku Niemcy wraz z kolaborantami litewskimi utworzyli getto dla żydowskich mieszkańców. Przebywało w nim około 800 osób. 16 września 1941 roku Niemcy zlikwidowali getto, a Żydów zamordowano w lesie Paražniai. Sprawcami zbrodni byli policjanci litewscy. 

## Zabytki
W mieście znajduje się ufundowany w 1644 przez królową oraz kościół katolicki pw. Znalezienia Krzyża Świętego oraz dawny, barokowy klasztor karmelitów istniejący w latach 1788–1803. Zespół został zniszczony w czasie II wojny światowej, po wojnie odbudowany. Cenne wyposażenie wnętrz.
W domu, w którym mieszkał pisarz litewski Vincas Kudirka, znajduje się jego muzeum.

## Galeria

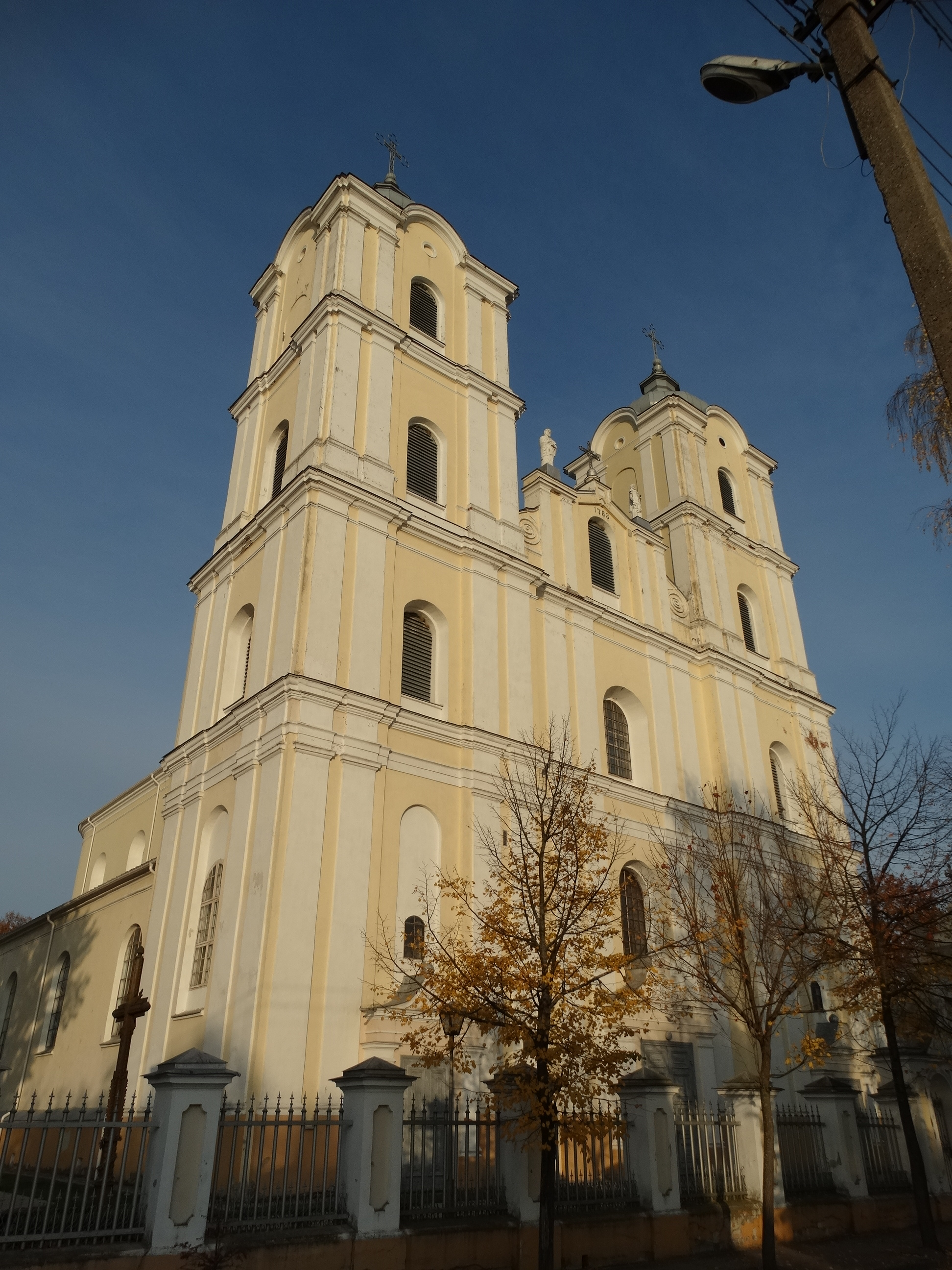
Kościół Znalezienia Krzyża Świętego
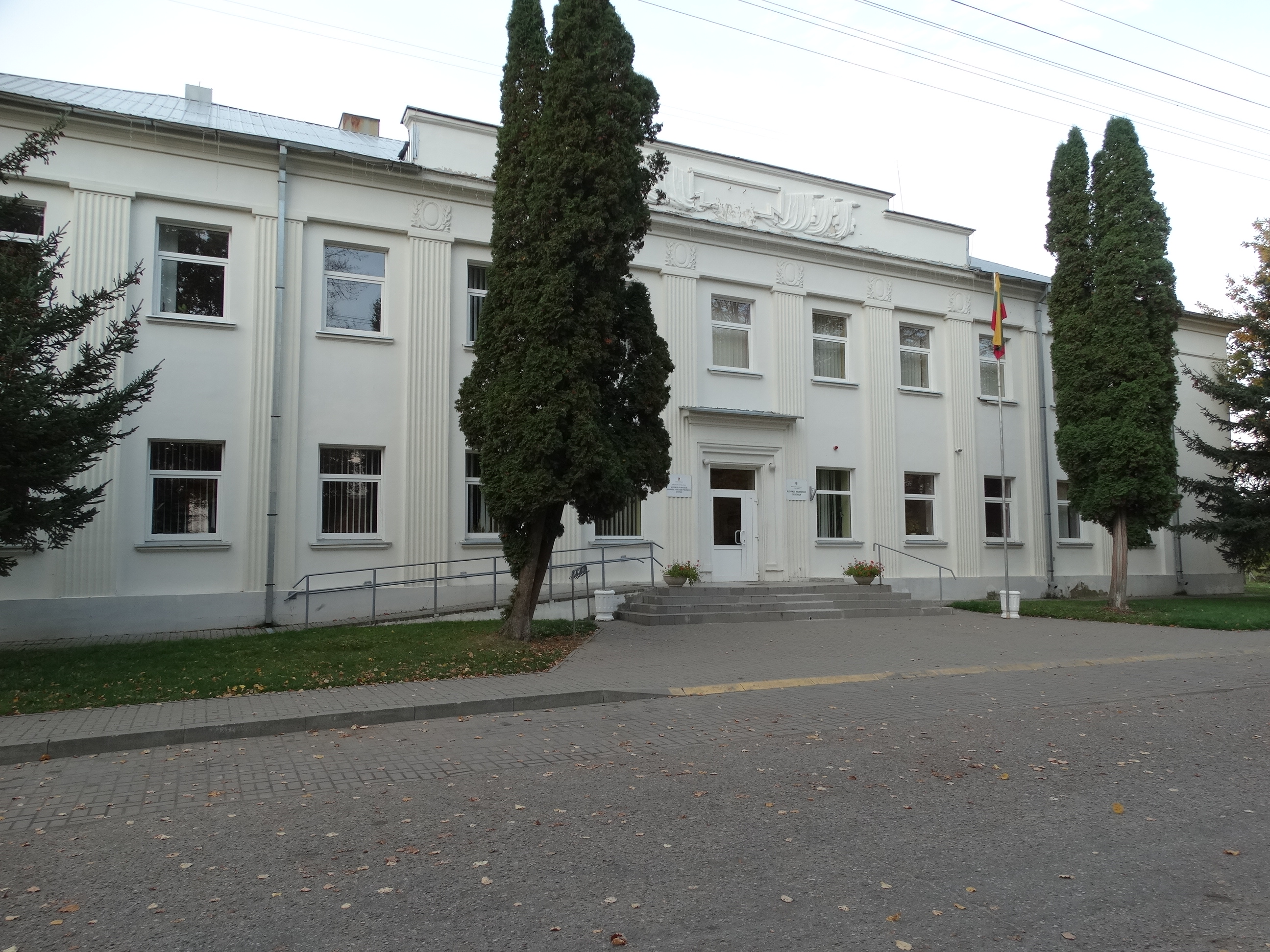
Starostwo
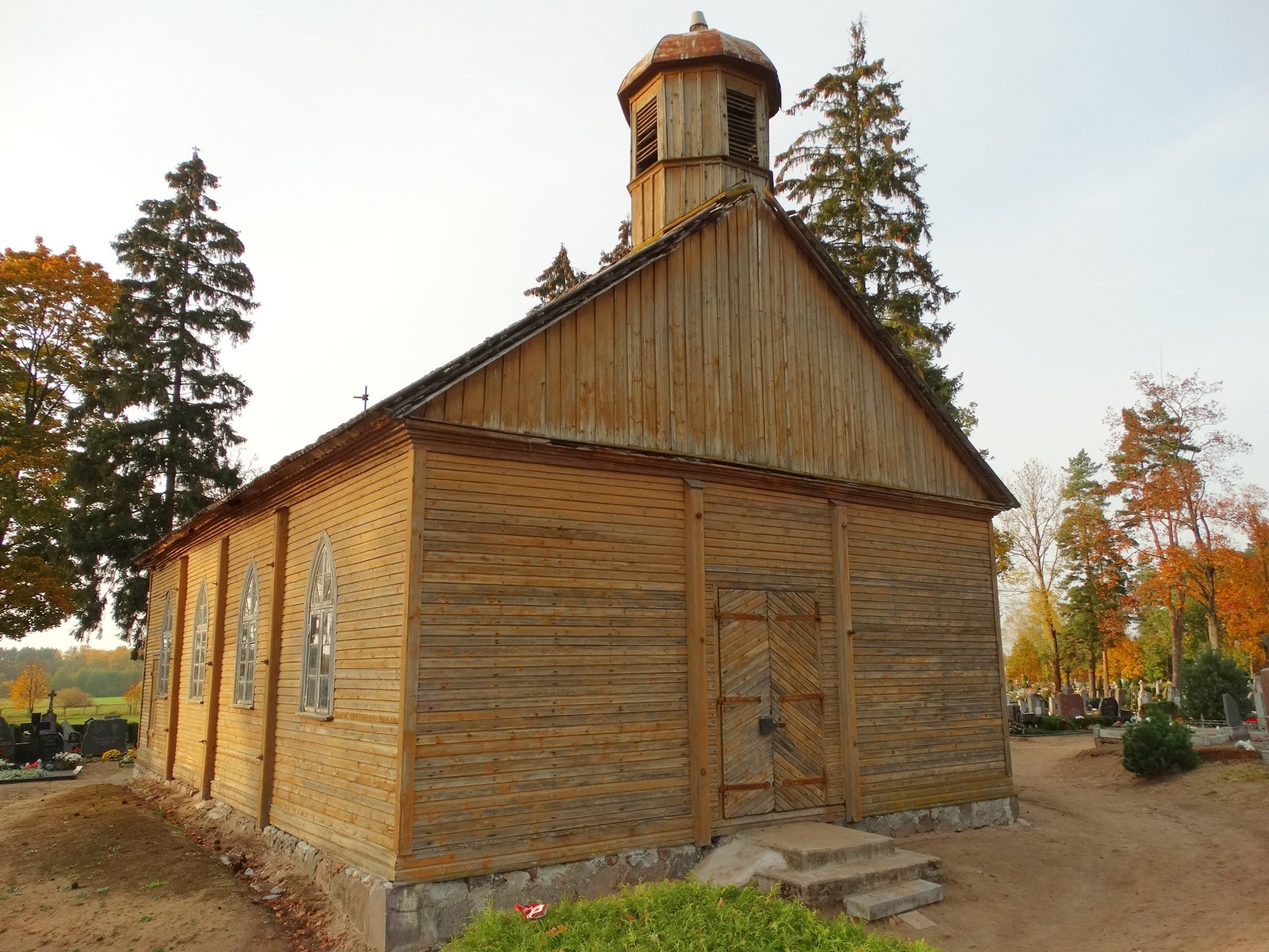
Kaplica cmentarna

## Ludzie urodzeni we Władysławowie
- Antoni Hałko – polski polityk ruchu ludowego, poseł na Sejm w II RP
- Eugeniusz Użupis – oficer Legionów Polskich, kawaler Virtuti Militari
- Sławomir Użupis – kapitan piechoty Wojska Polskiego